# Републикански път I-2
Републикански път I-2 е първокласен път от Републиканската пътна мрежа на България с направление от северозапад на югоизток в Североизточна България и свързва Русе с Варна. Общата му дължина е 203 km, като в последните си близо 100 km преминава успоредно на изградения източен участък на автомагистрала „Хемус“ По цялото си протежение пътят е част от Европейски път Е-70 Букурещ – Русе – Варна.

## Географско описание
Пътят започва от границата ни с Румъния на средата на „Дунав мост“, минава през ГКПП Русе - Гюргево, заобикаля от изток и югоизток град Русе, след което завива на югоизток и напуска града. След като премине покрай село Писанец и моста над река Бели Лом пътят навлиза в област Разград и започва постепенното си изкачване на Лудогорското плато. Последователно преминава през град Цар Калоян, селата Осенец и Гецово, заобикаля от север и североизток град Разград и продължава на югоизток по долината на река Бели Лом. След разклона за село Бели Лом пътят навлиза в област Шумен, минава през селата Звегор, Струино и Белокопитово и северно от град Шумен достига до изградения участък на автомагистрала „Хемус“ при нейния 343,5 km. От там до град Варна Републикански път I-2 се движи успоредно на магистралата, като на две места (между Каспичан и Нови Пазар и южно от село Неофит Рилски) я пресича. След Шумен пътят минава през квартал Мътница на Шумен, градовете Каспичан и Нови пазар и село Стан и след разклона за село Зайчино Ореше напуска област Шумен и навлиза в област Варна. Минава през село Ветрино и през град Девня, достига до Варна и в центъра на града се свързва с Републикански път I-9 при неговия 105,2 km.
Общо в системата на Републикански път I-2 има 1+50 броя пътища от Републиканската пътна мрежа, от които: 4 броя пътища 2-ри клас; 14 броя пътища 3-ти клас с трицифрени номера и 32 броя пътища 3-ти клас с четирицифрени номера. Директно от Републикански път I-2 вляво и вдясно се отклоняват 4 второкласни и 15 третокласни пътища:
Второкласни пътища
- при 1,5 km в Русе – наляво Републикански път II-21 (114,9 km) до град Силистра;
- при 12,5 km – наляво Републикански път II-23 (118 km) до 41,9 km на Републикански път I-7 (източно от град Дулово);
- при 137,9 km в Нови Пазар – наляво Републикански път II-27 (112,2 km) до град Балчик;
- при 198 km във Варна – наляво Републикански път II-29 (82,3 km) до ГКПП Кардам;

Третокласни пътища (с трицифрени номера)
- при 16,6 km – надясно Републикански път III-202 (65,1 km) до град Попово;
- при 64,8 km в село Гецово – надясно Републикански път III-204 (74,9 km) до 181,6 km на Републикански път I-4 (североизточно от град Антоново);
- при 70,4 km североизточно от Разград – наляво Републикански път III-205 (79,8 km) до 53,9 km на Републикански път II-21 (югоизточно от град Тутракан);
- при 72,3 km – надясно Републикански път III-206 (20,1 km) до град Лозница;
- при 158 km в село Ветрино – наляво Републикански път III-207 (80,8 km) до град Алфатар;
- при 158 km в село Ветрино – надясно Републикански път III-208 (100,2 km) до град Айтос;

Третокласни пътища (с четирицифрени номера)
- при 33,2 km – наляво Републикански път III-2001 (35,4 km) през село Писанец и градовете Ветово и Глоджево до 67,8 km на Републикански път II-49 (южно от град Кубрат);
- при 45 km в град Цар Калоян – надясно Републикански път III-2002 (39 km) през селата Костанденец, Захари Стояново, Садина и Зараево до град Попово;
- при 62 km източно от село Осенец – наляво Републикански път III-2003 (26,4 km) през село Дряновец и град Сеново до град Глоджево;
- при 62 km източно от село Осенец – надясно Републикански път III-2004 (11,9 km) през село Балкански до 10,9 km на Републикански път III-204 (източно от село Благоево);
- при 77,8 km източно от село Ушинци – наляво Републикански път III-2005 (35,9 km) през селата Самуил, Хърсово, Богданци, Ножарово, Владимировци и Здравец до село Подайва;
- при 121,7 km в квартал „Мътница“ на Шумен – надясно Републикански път III-2006 (13,4 km) през село Мадара и квартал „Калугерица“ на Каспичан до 130,5 km на Републикански път I-2 (в град Каспичан);
- при 131,3 km в град Каспичан – наляво Републикански път III-2007 (10,2 km) през град Плиска до село Златна нива;
- при 177,8 km източно от град Девня – надясно Републикански път III-2008 (25 km) през квартал „Повеляново“ на Девня и селата Страшимирово, Езерово и Казашко до 106,3 km на Републикански път I-9 (във Варна);
- при 178,4 km източно от град Девня – наляво Републикански път III-2009 (11,7 km) през село Чернево до град Суворово.

## Подробно описание
| Пътища, отклоняващи се надясно (населено място, № на пътя, посока на пътя) | km    | Пътища, отклоняващи се наляво (посока на пътя, № на пътя, населено място) |
| -------------------------------------------------------------------------- | ----- | ------------------------------------------------------------------------- |
| община Русе, област Русе, граница с Румъния                                | 0     | граница с Румъния, област Русе, община Русе                               |
| гр. Русе                                                                   | 1,5   | → гр. Русе, 0.0 km II-21 (до гр. Силистра)                                |
| (до ГКПП Маказа - Нимфея) I-5, 0 km, гр. Русе ←                            | 8,2   | гр. Русе                                                                  |
| (за кв. „Средна кула“ на Русе) общински път ←                              | 12,5  | → 0.0 km II-23 (до 41,9 km на I-7)                                        |
| община Иваново (до гр. Попово) III-202, 0 km ←                             | 16,6  | община Иваново                                                            |
| (за с. Щръклево) общински път ←                                            | 24,9  | → общински път (за с. Бъзън)                                              |
| община Ветово                                                              | 31,3  | община Ветово                                                             |
|                                                                            | 33,2  | → 0.0 km III-2001 (до 67,8 km на II-49)                                   |
| (за с. Сваленик) общински път ←                                            | 37    | → общински път (за с. Писанец)                                            |
| община Цар Калоян, област Разград                                          | 39,1  | област Разград, община Цар Калоян                                         |
| (до гр. Попово) III-2002, 0 km, гр. Цар Калоян ←                           | 45,0  | → гр. Цар Калоян, общински път (за гр. Ветово и с. Кривня)                |
| (за с. Езерче) общински път ←                                              | 53,7  |                                                                           |
| община Разград                                                             | 54,6  | община Разград                                                            |
| с. Осенец                                                                  | 60,8  | с. Осенец                                                                 |
| (до 10,9 km на III-204) III-2004, 0 km ←                                   | 62,0  | → 0.0 km III-2003 (до гр. Глоджево)                                       |
| (до 181,6 km на I-4) III-204, 0 km с. Гецово ←                             | 64,8  | с. Гецово                                                                 |
| (за гр. Разград) бул. „Княз Борис I“ ←                                     | 67,1  | → 37,9 km II-49 (до 46,5 km на II-21)                                     |
|                                                                            | 69,7  | → общински път (за с. Дянково)                                            |
|                                                                            | 70,4  | → 0.0 km III-205 (до 53,9 km на II-21)                                    |
| (от гр. Търговище) II-49, 33,7 km →                                        | 71,3  |                                                                           |
| (до гр. Лозница) III-206, 0 km ←                                           | 72,3  |                                                                           |
| с. Ушинци                                                                  | 76,2  | с. Ушинци                                                                 |
|                                                                            | 77,8  | → 0.0 km III-2005 (до с. Подайва)                                         |
| община Лозница                                                             | 79,9  | община Лозница                                                            |
| (за с. Каменар) общински път ←                                             | 81,7  |                                                                           |
| (за с. Гороцвет) общински път ←                                            | 83,8  | → общински път (за с. Веселина)                                           |
| (за яз. „Бели Лом“) общински път ←                                         | 87    |                                                                           |
|                                                                            | 89    | → общински път (за с. Бели Лом)                                           |
| община Хитрино, област Шумен                                               | 91,6  | област Шумен, община Хитрино                                              |
|                                                                            | 93    | → общински път (за с. Тервел)                                             |
| (от гр. Бяла) II-51, 98,2 km →                                             | 95,5  |                                                                           |
| (за с. Твърдинци) общински път ←                                           | 96,8  |                                                                           |
| с. Звегор                                                                  | 98,9  | с. Звегор                                                                 |
| община Шумен                                                               | 101,5 | → общински път (за с. Развигорово), община Шумен                          |
| с. Струино                                                                 | 102,9 | ← с. Струино, 11,5 km III-7004 (от с. Хитрино)                            |
| (от мест. „Коритна“) I-4, 264,3 km →                                       | 107,3 |                                                                           |
| с. Белокопитово                                                            | 108,6 | с. Белокопитово                                                           |
| (за с. Лозево) общински път ←                                              | 110,1 | ← 110,7 km I-7 (от Силистра)                                              |
| (за гр. Шумен) общински път ←                                              | 112   |                                                                           |
| (за гр. Шумен) общински път ←                                              | 115,2 | ← 48,7 km III-7003 (от с. Пристое)                                        |
| (до ГКПП Лесово - Хамзабейли) I-7, 116,8 km ←                              | 116,2 | → общински път (за 343,5 km на автомагистрала „Хемус“)                    |
| (до 130,5 km на I-2) III-2006, 0 km, кв. „Мътница“ на Шумен ←              | 121,7 | → кв. „Мътница“ на Шумен, общински път (за с. Царев брод)                 |
| община Каспичан                                                            | 126,5 | община Каспичан                                                           |
| (от кв. „Мътница“ на Шумен) III-2006, 13,4 km, гр. Каспичан →              | 130,5 | гр. Каспичан                                                              |
| гр. Каспичан                                                               | 131,3 | → гр. Каспичан, 0.0 km III-2007 (до с. Златна нива)                       |
| община Нови пазар, автомагистрала „Хемус“ 356 km ←                         | 134,0 | ← 356 km автомагистрала „Хемус“, община Нови пазар                        |
| (за гр. Каспичан) общински път ←                                           | 135,4 | → общински път (за гр. Нови пазар)                                        |
| (за с. Енево) общински път, гр. Нови пазар ←                               | 131,3 | → гр. Нови пазар, 0.0 km II-27 (до гр. Балчик)                            |
| с. Стан                                                                    | 142   | с. Стан                                                                   |
| (за с. Зайчино Ореше) общински път ←                                       | 144,6 |                                                                           |
| община Ветрино, област Варна                                               | 146,4 | област Варна, община Ветрино                                              |
| (за селата Невша и Млада гвардия) общински път ←                           | 150,8 | → общински път (за с. Белоградец)                                         |
| (до гр. Айтос) III-208, 0 km, с. Ветрино ←                                 | 158,0 | → с. Ветрино, 0.0 km III-207 (до гр. Алфатар)                             |
| (за 385,7 km на автомагистрала „Хемус“) общински път ←                     | 167,3 | → общински път (за с. Неофит Рилски)                                      |
| община Девня                                                               | 168,7 | община Девня                                                              |
| (за с. Манастир) общински път, гр. Девня ←                                 | 174,2 | гр. Девня                                                                 |
| (от 17,5 km на III-904) III-9044, 24 km, гр. Девня →                       | 176,6 | гр. Девня                                                                 |
| (до гр. Варна) III-2008, 0 km ←                                            | 177,8 |                                                                           |
|                                                                            | 178,4 | → 0.0 km III-2009 (до гр. Суворово)                                       |
| (за кв. „Повеляново“ на Девня) общински път ←                              | 182,5 | → общински път (за 400,3 km на автомагистрала „Хемус“)                    |
| община Аксаково                                                            | 183,8 | община Аксаково                                                           |
|                                                                            | 187,5 | → общински път (за 405,4 km на автомагистрала „Хемус“)                    |
| (за с. Езерово) общински път ←                                             | 190,8 |                                                                           |
|                                                                            | 193,3 | → общински път (за гр. Игнатиево)                                         |
| (за с. Тополи) общински път ←                                              | 196,6 |                                                                           |
| община Варна                                                               | 197,5 | община Варна                                                              |
| гр. Варна                                                                  | 198,0 | → гр. Варна, 0 km II-29 (до ГКПП Кардам)                                  |
| гр. Варна                                                                  | 198,8 | ← гр. Варна, 418 km автомагистрала „Хемус“                                |
| (до ГКПП Малко Търново) I-9, 105,2 km, гр. Варна ←                         | 203,0 | ← гр. Варна, 105,2 km, I-9 (от ГКПП Дуранкулак)                           |

Забележки
1. ↑  На протежение от 4,2 km Републикански път I-2 (от km 67,1 до km 71,3) се дублира с Републикански път II-49 (от km 37,9 до km 33,7)
2. ↑  Виж забележка 1
3. ↑  На протежение от 6,1 km Републикански път I-2 (от km 110,1 до km 116,2) се дублира с Републикански път I-7 (от km 110,7 до km 116,8)
4. ↑  Виж забележка 3